# Sunwal
Sunwal (nepalski: सुनवल) – gaun wikas samiti w zachodniej części Nepalu w strefie Lumbini w dystrykcie Nawalparasi. Według nepalskiego spisu powszechnego z 2001 roku liczył on 4883 gospodarstw domowych i 25058 mieszkańców (12806 kobiet i 12252 mężczyzn).